# Trzcińsko-Zdrój (gmina)
Trzcińsko-Zdrój est une gmina mixte du powiat de Gryfino, Poméranie occidentale, dans le nord-ouest de la Pologne. Son siège est la ville de Trzcińsko-Zdrój, qui se situe environ 33 km au sud de Gryfino et 50 km au sud de la capitale régionale Szczecin.
La gmina couvre une superficie de 170,51 km2 pour une population de 5 436 habitants en 2016.

## Géographie
Outre la ville de Trzcińsko-Zdrój, la gmina inclut les villages d'Antoniewice, Babin, Chełm Dolny, Chełm Górny, Cieplikowo, Czyste, Dobropole, Drzesz, Gogolice, Góralice, Górczyn, Klasztorne, Ostrzewka, Piaseczno, Rosnówko, Rosnowo, Smuga, Stołeczna, Strzeszów, Tchórzno et Wesoła.
La gmina borde les gminy de Banie, Chojna, Dębno, Mieszkowice et Myślibórz.